# Michael Angele
Michael Angele (* 1964 in Aarberg, Kanton Bern) ist ein schweizerischer Journalist und Autor.

## Leben
Angele wuchs im Seeland auf und zog 1989 nach Berlin, wo er am Peter-Szondi-Institut Allgemeine und Vergleichende Literaturwissenschaft studierte. 1999 wurde er mit einer Arbeit über Verschwörungstheorien in der deutschen Literatur der 1920er Jahre promoviert. Die Dissertation zu Autoren der Konservativen Revolution wie Ernst Jünger und Oswald Spengler trägt den Titel Die verfolgte Moderne: Männerbund, Geheimbund und Verschwörungstheorie in der deutschsprachigen Literatur der Zwischenkriegszeit.
Angele schrieb für die Berliner Seiten der FAZ und hatte Lehraufträge für Neuere Deutsche Literatur an der Humboldt-Universität Berlin. Ab Januar 2007 war er ein halbes Jahr Teil einer Chefredakteurs-Doppelspitze der Netzeitung, wo er zuvor als Redakteur tätig war. Seit März 2009 arbeitet er für die Wochenzeitung der Freitag, wo er zunächst die Ressorts Kultur und Alltag leitete. Im Januar 2015 wurde er stellvertretender Chefredakteur und im September 2017 Chefredakteur. 2020 wurde er Redakteur für besondere Aufgaben, seit November 2020 verantwortet er das Ressort Debatte. Seit 2019 schreibt er Kolumnen für das Schweizer Nachrichtenportal blue News.

## Werk
Angeles Buch Ankunft Weltende, halb zwölf (2004) versammelt Reisereportagen. Der autobiografische Essay Der letzte Zeitungsleser (2016) handelt von Angeles Verhältnis zur gedruckten Zeitung und beschäftigt sich unter anderem mit der Rolle des Zeitunglesens in Leben und Werk von Thomas Bernhard. Ins Buch sind Interviews mit Claus Peymann, Harald Schmidt und Erhard Schütz eingegangen. 2018 veröffentlichte Angele mit Schirrmacher ein viel beachtetes Buchporträt über den 2014 verstorbenen FAZ-Herausgeber Frank Schirrmacher.

## Bücher
- mit Clemens Zahn: Berlin: Stadt der Dichter. Knesebeck 2003.
- Michael Angele: Ankunft Weltende, halb zwölf. Melancholische Erkundungen. List, Berlin 2004, ISBN 3-471-77041-0.
- Michael Angele: Der letzte Zeitungsleser. Galiani, Köln 2016, ISBN 978-3-86971-128-7.
- Michael Angele: Schirrmacher. Ein Porträt. Aufbau Verlag, Berlin 2018, ISBN 978-3-351-03700-0.
- Michael Angele: Ein deutscher Platz. Die Ballade vom Stutti. dtv Verlag, München 2025, ISBN 978-3-423-28503-2.